# Pierluigi Levrero
Pierluigi Levrero (Genova, 16 novembre 1939 – ...) è stato un arbitro di calcio italiano.

## Carriera
Pierluigi Levrero per la sezione arbitrale genovese inizia ad arbitrare in Serie C nel 1966.
Debutta in Serie B dirigendo a Monza il 15 febbraio 1970 la partita Monza-Perugia (2-1). In sei stagioni di Serie B ha diretto 52 incontri. 
Nel 1972 arriva a dirigere la sua prima partita in Serie A: a Vicenza il 3 dicembre nell'incontro L.R. Vicenza-Palermo (1-1).

Nella massima serie arbitra in quattro stagioni 17 partite; l'ultima la diresse a Torino il 29 febbraio 1976: Juventus-Cagliari (1-0).
Nel 1973 ha ricevuto il Premio Florindo Longagnani, un riconoscimento prestigioso che per un trentennio spettava al miglior arbitro debuttante in Serie A.

La terna arbitrale vicentina era formata dai suoi assistenti ed arbitri Francesco Albertini e Luciano Musso.
Ultimata la carriera arbitrale è stato nominato presidente della Commissione Disciplinare d'Appello dell'A.I.A.

Nella stagione 1997-1998 ha ottenuto il premio "Saverio Giulini" quale miglior dirigente arbitrale.

Nel dicembre 2019 ha ricevuto il premio alla carriera per i 50 anni di appartenenza all'Associazione Italiana Arbitri.

## Biografia
Pierluigi Levrero è il figlio di Umberto Levrero, un arbitro benemerito che aveva iniziato ad arbitrare nel 1924.

Pierluigi era anche fratello minore di Giovanni Levrero, anche lui arbitro, venuto a mancare nel 2011.